# Qatarın dəmiryol stansiyasına daxil olması
Qatarın dəmiryol stansiyasına daxil olması (aserbaidschanisch für: „Einfahrt des Zuges in den Bahnhof“) ist ein Dokumentarfilm von Alexander Mischon aus dem Jahr 1898. Der Film wurde in Baku auf 35 mm festgehalten. Der Film wurde im Sommer des gleichen Jahres veröffentlicht. In Amerika erhielt der Film den Titel Train Entering the Railroad Station.

## Filminhalt
Ein Zug fährt den Bahnhof von Baku an und Reisende steigen aus.

## Hintergrundinformationen
Alexander Mischon war für das Kino von Aserbaidschan ein Pionier und veröffentlichte mehrere bedeutende Dokumentarfilme.